# Fandaqumiya
Fandaqumiya, en arabe : الفندقومية, est un village du gouvernorat de Jénine en Palestine, dans le nord de la Cisjordanie. Il est situé au nord-ouest de Naplouse. Selon le recensement du Bureau central palestinien des statistiques, la localité compte une population de 4 265 habitants en 2017.